# Lasalle
Lasalle là một xã trong tỉnh Gard thuộc vùng Occitanie, phía nam nước Pháp. Xã Lasalle, Gard nằm ở khu vực có độ cao trung bình 300 mét trên mực nước biển.